# Шан ле Дик
Шан ле Дик (фр. Champ-le-Duc) насеље је и општина у североисточној Француској у региону Лорена, у департману Вогези која припада префектури Епинал.
По подацима из 2011. године у општини је живело 535 становника, а густина насељености је износила 136,48 становника/km². Општина се простире на површини од 3,92 km². Налази се на средњој надморској висини од 430 метара (максималној 514 m, а минималној 421 m).

## Демографија
| 1962. | 1968. | 1975. | 1982. | 1990. | 1999. | 2011. |
| ----- | ----- | ----- | ----- | ----- | ----- | ----- |
| 369   | 450   | 517   | 458   | 463   | 491   | 535   |

График промене броја становника у току последњих година